# Episodi de I viaggiatori (quarta stagione)
La quarta stagione della serie televisiva I viaggiatori, composta da 22 episodi, è stata trasmessa negli Stati Uniti da Syfy dall'8 giugno 1998 al 23 aprile 1999.
In Italia è andata in onda su Italia 1 dal 15 gennaio 2001 al 20 gennaio 2001; da Duel TV dal 29 ottobre 2001 al 12 novembre 2001.
| nº | Titolo originale            | Titolo italiano        | Prima TV USA     | Prima TV Italia  |
| -- | --------------------------- | ---------------------- | ---------------- | ---------------- |
| 1  | Genesis                     | Genesi                 | 8 giugno 1998    | 15 gennaio 2001  |
| 2  | Prophets and Loss           | Il grande oracolo      | 8 giugno 1998    | 16 gennaio 2001  |
| 3  | Common Ground               | Terreno comune         | 15 giugno 1998   | 17 gennaio 2001  |
| 4  | Virtual Slide               | Viaggi virtuali        | 22 giugno 1998   | 18 gennaio 2001  |
| 5  | World Killer                | Viaggio planetario     | 29 giugno 1998   | 19 gennaio 2001  |
| 6  | Oh Brother, Where Art Thou? | Dove sei, o fratello?  | 6 luglio 1998    | 20 gennaio 2001  |
| 7  | Just Say Yes                | La ribellione          | 13 luglio 1998   | 29 ottobre 2001  |
| 8  | The Alternateville Horror   | L'albergo dei fantasmi | 20 luglio 1998   | 23 ottobre 2001  |
| 9  | Slidecage                   | La trappola            | 27 luglio 1998   | 4 novembre 2001  |
| 10 | Asylum                      | Rifugio                | 17 agosto 1998   | 2 novembre 2001  |
| 11 | California Reich            | California Reich       | 24 agosto 1998   | 22 ottobre 2001  |
| 12 | The Dying Fields            | I campi della morte    | 31 agosto 1998   | 1º novembre 2001 |
| 13 | Lipschitz Live!             | Lipschitz dal vivo     | 30 novembre 1998 | 3 novembre 2001  |
| 14 | Mother and Child            | Madre e figlio         | 7 dicembre 1998  | 8 novembre 2001  |
| 15 | Net Worth                   | Un mondo diviso        | 11 gennaio 1999  | 26 ottobre 2001  |
| 16 | Slide By Wire               | Slide By Wire          | 18 gennaio 1999  | 9 novembre 2001  |
| 17 | Data World                  | Hotel Chandler         | 19 marzo 1999    | 28 ottobre 2001  |
| 18 | Way Out West                | Selvaggio West         | 26 marzo 1999    | 10 novembre 2001 |
| 19 | My Brother's Keeper         | Il fratello clone      | 2 aprile 1999    | 5 novembre 2001  |
| 20 | The Chasm                   | L'abisso               | 9 aprile 1999    | 7 novembre 2001  |
| 21 | Roads Taken                 | Doppio sogno           | 16 aprile 1999   | 11 ottobre 2001  |
| 22 | Revelations                 | Rivelazioni            | 23 aprile 1999   | 12 novembre 2001 |

## Genesi
- Titolo originale: Genesis
- Diretto da: Reza Badiyi
- Scritto da: David Peckinpah

### Trama
Tre mesi dopo la separazione da Rembrandt e Wade, Quinn e Maggie ritornano al loro mondo di origine per scoprire che è stato conquistato dai Kromagg. Qui ritroveranno anche Rembrandt; Wade (che non comparirà più nella serie) non è morta ma risulta essere stata deportata a fini riproduttivi in un altro mondo. Quinn scopre che i suoi veri genitori (e suo fratello) sono dei viaggiatori di un altro mondo anch'esso invaso dai Kromagg
- Guest star: Danso Gordon, Sandra Hess

## Il grande oracolo
- Titolo originale: Prophets And Loss
- Diretto da: Mark Sobel
- Scritto da: Bill Dial

### Trama
Quinn, Maggie e Rembrandt approdano in un mondo in cui la religione trionfa e la persona più importante è un uomo che si fa chiamare Il Grande Oracolo, che ai suoi adepti più fortunati promette l'Altro Mondo, una sorta di Paradiso, al quale si passa attraverso un portale.
I Viaggiatori però scoprono che quel portale in realtà è un inceneritore.

## Terreno comune
- Titolo originale: Common Ground
- Diretto da: Reza Badiyi
- Scritto da: Chris Black

### Trama
Maggie salva la vita di un Kromagg in un mondo in cui i Kromagg trattano gli umani come cavie da laboratorio, conducendo esperimenti su di essi.

## Viaggi virtuali
- Titolo originale: Virtual Slide
- Diretto da: Richard Compton
- Scritto da: Keith Damron

### Trama
Quinn e i suoi amici finiscono in una Terra dove tutto ricorda molto il loro mondo d’origine, se non fosse che quelle visioni sono causate da degli occhiali che producono realtà virtuale.

## Viaggio planetario
- Titolo originale: World Killer
- Diretto da: Reza Badiyi
- Scritto da: Marc Scott Zicree

### Trama
I Viaggiatori si trovano su un mondo deserto dove trovano solo una persona: il doppio di Quinn, che è il responsabile di quel disastro. Infatti il ragazzo stava progettando un apparecchio per i viaggi dimensionali, facendo sì che tutte le persone del suo mondo sparissero tranne lui stesso. Quinn, Maggie e Rembrandt vanno nel mondo dove tutti gli abitanti del mondo dell'altro Quinn sono stati mandati, riuscendo a riportarli tutti a casa.

## Dove sei, o fratello?
- Titolo originale: Oh Brother, Where Art Thou?
- Diretto da: David Peckinpah
- Scritto da: Bill Dial e Marc Scott Zicree

### Trama
Quinn riesce a trovare finalmente il suo perduto fratello Colin in un mondo simile a quello dei Padri Pellegrini del diciassettesimo secolo. Il ragazzo viene trattato come lo scemo del villaggio perché è una sorta di scienziato ed inventore. Quinn lo porta con sé e i quattro approdano in un mondo dove i soldi sono stati sostituiti con il DNA umano.

## La ribellione
- Titolo originale: Just Say Yes
- Diretto da: Jefferson Kibbee
- Scritto da: Richard Manning

### Trama
Quinn, Rembrandt, Maggie e Colin approdano in un mondo dove portare sostanze stupefacenti è perfettamente legale, e il non averne equivale al carcere. Colin e Maggie vengono catturati e trasformati dal cocktail di farmaci in un marito e una moglie da spot pubblicitario.

## L'albergo dei fantasmi
- Titolo originale: The Alternateville Horror
- Diretto da: David Grossman
- Scritto da: Chris Black

### Trama
I viaggiatori finiscono in un mondo in cui le piogge sono a base di acido cloridrico. Cercando un riparo, si rifugiano all'Hotel Chandler. Durante la loro permanenza, i quattro amici hanno come delle visioni di spettri. A prima vista sembra che in quel mondo il Chandler sia infestato, ma Quinn ha invece una spiegazione più scientifica.

## La trappola
- Titolo originale: Slidecage
- Diretto da: Jerry O'Connell
- Scritto da: Marc Scott Zicree

### Trama
Quinn e Colin riescono ad arrivare al mondo originario dei Kromagg, ma finiscono in una sorta di trappola dimensionale studiata per impedire ai Kromagg di fare ritorno a quella Terra.

## Rifugio
- Titolo originale: Asylum
- Diretto da: Michael Miller
- Scritto da: Bill Dial

### Trama
Quinn viene ferito in modo grave e l’unico che può curarlo è un uomo che ha appreso le arti curative dei Kromagg e che è ricercato in quanto ha reso i suoi servigi agli alieni invasori.

## California reich
- Titolo originale: California Reich
- Diretto da: Robert M. Williams Jr.
- Scritto da: Scott Smith Miller

### Trama
Quinn e i suoi amici approdano in un mondo in piena campagna elettorale per l’elezione del nuovo governatore, un certo Schick, che promuove le leggi razziali e la diffusione della razza pura negli Stati Uniti. In quel mondo, infatti, non c'è mai stato l'avvento di Adolf Hitler e di conseguenza non è mai scoppiata la Seconda Guerra Mondiale. Rembrandt viene catturato e imprigionato in uno dei campi di concentramento di Schick. I Viaggiatori riusciranno a salvarlo anche grazie all’aiuto di Chris, il figlio della proprietaria del Chandler Hotel di quel mondo, prima fervente attivista di Schick, poi passato contro di lui quando scopre che sua madre, colpevole di avere un DNA “impuro”, sta per diventare uno degli androidi che vengono impiegati come uomini di fatica.
- Guest star: Shane West (Chris)

## I campi della morte
- Titolo originale: The Dying Fields
- Diretto da: David Peckinpah
- Scritto da: William Bigelow

### Trama
I Viaggiatori si trovano in un mondo in cui infuria una guerra tra esseri umani e Kromagg. In realtà è un campo di addestramento per Kora e Krioptus, due esperimenti genetici nati dalla fusione di geni umani con geni Kromagg. Tuttavia, il loro lato umano inizia a prevalere su quello alieno: Kora, infatti, catturata da Quinn e dai suoi amici, inizia ad apprendere che tutte le creature viventi hanno una propria madre mentre lei è nata in una provetta, e da guerriera sicura e decisa inizia a provare una certa empatia per ciò che fa; Krioptus, invece, nonostante lo nasconda inizia a sentire un profondo amore per Kora.

## Lipschitz dal vivo
- Titolo originale: Lipschitz Live!
- Diretto da: Jerry O'Connell
- Scritto da: Keith Damron

### Trama
Quinn diventa ospite di un talk show trasmesso quasi ininterrottamente chiamato “Lipschitz dal vivo”. Il ragazzo sfrutterà quest’occasione per dire ai suoi amici dove si trova.

## Madre e figlio
- Titolo originale: Mother and Child
- Diretto da: Helaine Head
- Scritto da: Richard Manning

### Trama
I Viaggiatori salvano una ragazza con il suo bambino e la riportano al suo mondo d’origine, una Terra dove c’è stata una guerra contro i Kromagg ma alla fine gli umani hanno vinto. Quello che i Viaggiatori non sanno è che il piccolo è un ibrido nato da geni umani e Kromagg, e che il padre del bambino, un alto ufficiale Kromagg, è sulle loro tracce.
I viaggiatori scoprono che Wade è ancora viva, ma trasferita in un luogo sconosciuto.

## Un mondo diviso
- Titolo originale: Net Worth
- Diretto da: Paul Lynch
- Scritto da: Steven Soliar

### Trama
Quinn e Rembrandt atterrano all’interno di un edificio, mentre Colin e Maggie sono fuori da esso. Non possono però riunirsi perché non ci sono porte di accesso. Quel mondo infatti è diviso da una barriera invisibile: Rembrandt e Quinn sono finiti nella parte degli "Onliners", gente che ha fatto della tecnologia la loro ragione di vita, mentre Colin e Maggie sono nella parte degli "Offliners", gente che invece ha rinunciato ad ogni forma di tecnologia vivendo come nel Medioevo. Un ragazzo proveniente dal mondo offliner decide di incontrare una ragazza del mondo onliner (che aveva conosciuto prima in una chat room): sarà quello il modo di permettere ai Viaggiatori di riunirsi e far capire ai ragazzi che alcune divisioni non servono a nulla.

## Slide By Wire
- Titolo originale: Slide By Wire
- Diretto da: Robert A. Hudecek
- Scritto da: Chris Black

### Trama
Il doppio di Maggie approfitta di quella somiglianza per fuggire dal mondo dove si sente prigioniera e saltare con Quinn e gli altri verso un altro forse migliore. Quando però Quinn scopre che non si tratta della loro amica, il doppio di Maggie fa di tutto per impedire loro di rimandarla al suo mondo.
- Guest star: Meg Foster

## Hotel Chandler
- Titolo originale: Data World
- Diretto da: Jerry O'Connell
- Scritto da: Joe Metzger

### Trama
I Viaggiatori tornano al Chandler Hotel, scoprendo però che una volta entrati da esso non è più possibile uscirne: sono infatti dentro una gigantesca prigione virtuale progettata da Archibald Chandler, che così può anche controllare i suoi ospiti e il personale. Mac, un hacker che vive nelle cantine dell'albergo, capisce che i Viaggiatori possono aiutarlo nel salvare tutti dal folle piano di Chandler.

## Selvaggio West
- Titolo originale: Way Out West
- Diretto da: David Peckinpah
- Scritto da: Chris Black

### Trama
In un’altra Terra che ricorda molto il West dei primi tempi, i Viaggiatori ritrovano Kolitar, il Kromagg che avevano incontrato nell’episodio La Trappola

## Il fratello clone
- Titolo originale: My Brother’s Keeper
- Diretto da: Reza Badiyi
- Scritto da: Doug Molitor

### Trama
Quinn viene scambiato per il clone del suo doppio e di conseguenza viene rinchiuso in un laboratorio, in un mondo in cui la clonazione ha fatto progressi e i cloni vengono usati come donatori di organi.

## L'abisso
- Titolo originale: The Chasm
- Diretto da: Robert A. Hudecek
- Scritto da: William Bigelow

### Trama
I viaggiatori atterrano in un villaggio che ha una tecnologia che drena la felicità di una persona attraverso un Abisso oscuro per donarla al resto del villaggio.

## Doppio sogno
- Titolo originale: Roads Taken
- Diretto da: Jerry O'Connell
- Scritto da: Marc Scott Zicree (soggetto); Bill Dial (sceneggiatura)

### Trama
Nell'arrivo in un nuovo mondo, Quinn e Maggie atterrano in un "universo bolla" dove si ritrovano a vivere una vita intera.

## Rivelazioni
- Titolo originale: Revelations
- Diretto da: Robert M. Williams Jr.
- Scritto da: Marc Scott Zicree (soggetto); Bill Dial (sceneggiatura)

### Trama
Dopo aver trovato un romanzo di fantascienza che racconta della guerra tra umani e Kromagg su Kromagg Prime, Quinn e Colin sperano che l'autore possa aiutarli a trovare Kromagg Prime e i loro veri genitori.
- Guest star: Ken Jenkins, Jerry Hardin